# Raffaello Gestro
Pour l’article homonyme, voir Gestro (rivière).
Raffaello Gestro (né le 21 mars 1845 à Gênes et mort le 6 juin 1936 dans cette même ville) est un entomologiste italien qui fut directeur du muséum de Gênes. Il était surtout spécialisé dans l'étude des coléoptères.

## Biographie
Raffaello Gestro effectue une expédition scientifique en 1877 à bord du yacht le Violante, commandé par le capitaine D'Albertis en Méditerranée accompagné du marquis Doria et du professeur Issel. Ils visitent notamment la Tunisie dont ils rapportent nombre d'insectes.
Il est directeur du Museo civico di storia naturale de Gênes de 1913 à 1934, où sa collection est conservée. Il est membre et président de la Société entomologique italienne.

## Quelques publications

### Résultats d'expéditions
- 1874, 1876. Enumerazione dei Cetonidi raccolti nell´ Archipelago Malese e nella Papuasia dai signori G. Doria, O. Beccari e L. M. d´Albertis e A. A. Bruyn, in Annali del Museo civico di storia naturale di Genova, 6: pp. 487–535,8: pp. 512–524, 9: pp. 83–100.
- Avec Luigi d'Albertis, Una nuove specie di "Eupholus", in Annali del Museo civico di storia naturale di Genova, 8: pp. 387–389, 15 août 1876.
- 1878. Contribuzione allo studio dei Cetonidi della regione Austro-Malese, in Annali del Museo civico di storia naturale di Genova, 12: pp. 26–31.
- 1881. Spedizione italiana nell' Africa Equatoriale (1880-1884), in Annali del Museo civico di storia naturale di Genova, 16: p. 204.
- 1888. Viaggio di Leonardo Fea in Birmania e regioni vicine, IV. Nuove specie di Coleotteri, in Annali del Museo civico di storia naturale di Genova, 26: pp. 87–132, fig.
- 1889. Viaggio ad Assab nel Mar Rosso dei signori G. Doria ed O. Beccari con il R. avviso “Esploratore” dal 16 novembre 1879 al 26 febbraio 1880, IV. Coleotteri, in Annali del Museo civico di storia naturale di Genova (serie 2a) 7 (27): pp. 5–72.
- 1890. Sopra alcune Cetonie dell´isola Nias e della costa occidentale di Sumatra raccolte dal Dott. Elio Modigliani, in Annali del Museo civico di storia naturale di Genova: pp. 93–99.
- 1891. Viaggio di Leonardo Fea in Birmania e regioni vicine, XXXVII. Enumerazione delle Cetonie, in Annali del Museo civico di storia naturale di Genova, ser. 2, vol. 10: pp. 835–876. pl. II.
- 1893. Viaggio di Lamberto Loria della Papuasia orientale, X, Nuove specie di Coleotteri, in Annali del Museo civico di storia naturale di Genova, ser. 2, vol. 13: pp. 285–293.
- 1895. Esplorazione del Giuba. XVI. Coleotteri, in Annali del Museo civico di storia naturale di Genova, ser. 2a, vol. 15 (35): pp. 247–478.
- 1895 Esplorazione del Giuba e dei suoi affluenti compiuta dal cap. V. Bottego (1892-93), Coleotteri, XVI, Fam. Buprestidae, in Annali del Museo civico di storia naturale di Genova, ser. 2, vol. 15: pp. 247–478 (338-350).

### Taxonomie
- 1910. « Pars 1. Rhysodidae et Pars 5. Cupedidae, Paussidae », in S. Schenkling (ed.), Coleopterorum Catalogus, W. Junk, Berlin.